# Olivia Munnová
Olivia Munnová, rodným jménem Lisa Olivia Munn (* 3. července 1980 Oklahoma City) je americká herečka a modelka, která svou profesionální dráhu začala jako televizní novinářka. Na filmovém plátně debutovala v roce 2004 vedlejší rolí v nízkorozpočtovém hororu Scarecrow Gone Wild.
O dva roky později si zahrála postavu Mily Acunové v dramatickém seriálu Pláž Makaha. Mezi lety 2012–2014 ztvárnila úlohu Sloan Sabbithové v televizní sérii Newsroom. V roce 2016 byla obsazena do superhrdinského sequelu X-Men: Apokalypsa, v němž vytvořila úlohu mutantky Psylocke.
Pánské časopisy Maxim a FHM ji v žebříčcích opakovaně zařadily mezi nejpřitažlivější ženy.

## Osobní život
Narodila se roku 1980 v Oklahoma City do rodiny Winstona Barretta Munna s anglicko-německo-skotskými kořeny a Kimberly Schmidové, jež měla čínský původ a vyrostla ve Vietnamu. Matka se do americké Oklahomy přistěhovala jako vietnamská uprchlice v roce 1975 po vietnamské válce. Následně absolvovala univerzitu a vdala se za Winstona Munna. Druhý sňatek uzavřela s příslušníkem letectva Spojených států, když byly dceři dva roky. Ačkoli se rodina vícekrát stěhovala, dětství dívka prožila převážně na základně vzdušných sil Yokota Air Base u Tačikawy v blízkosti Tokia, kde sloužil její nevlastní otec. V tomto období se objevila v řadě místních divadelních produkcí a později začala modelingovou kariéru v japonském módním průmyslu.
Po druhém matčině rozvodu se společně vrátily do Oklahomy. Po dokončení střední školy Putnam City North High School vystudovala Oklahomskou univerzitu. Za hlavní obor si zvolila žurnalistiku a vedlejšími se staly japonština s herectvím.

## Herecká dráha

### 2004–2009: Počáteční fáze

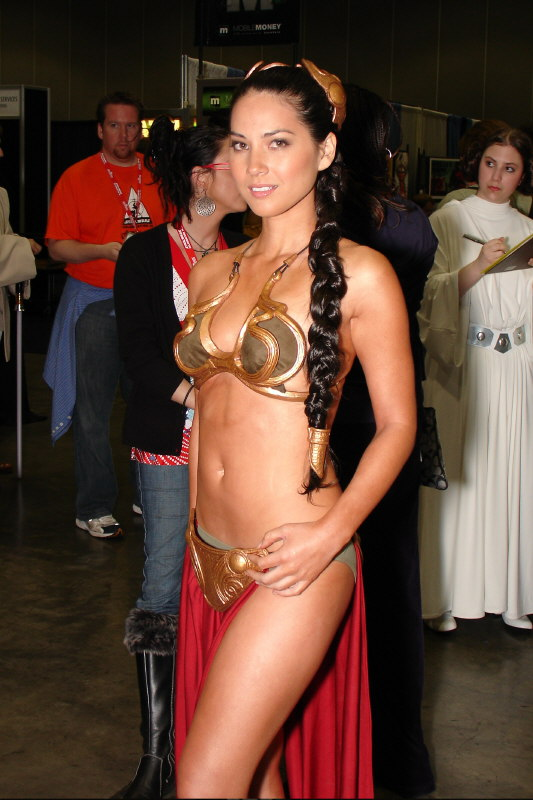
Munnová jako cosplay princezna Leia

Po vysokoškolských studiích se stala členkou redakce oklahomské stanice KJRH–TV, sídlící v Tulse, přidružené k mediální společnosti NBC. V roce 2004 působila v redakci Fox Sports Networks na pozici televizní reportérky poskytující informace a rozhovory během zápasů univerzitního fotbalu a ženského basketbalu. Tuto zkušenost komentovala slovy: „Snažila jsem se být někým, kým nejsem a živé přenosy mi doopravdy nedělaly dobře.“ Po ukončení pracovního poměru odcestovala do Los Angeles, aby se pokusila prosadit jako herečka ve filmovém průmyslu.
V roce 2004 debutovala malou rolí v nízkorozpočtovém hororu Scarecrow Gone Wild, produkovaném přímo na videotrh. Objevila se také ve videoklipu kapely Zebrahead nazvaném „Hello Tomorrow“, jako objekt lásky frontmana Justina Mauriella.
Na sklonku roku 2005 vstoupila do dramatického seriálu Pláž Makaha, vysílaného na kanálu The N network, kde více než dvě sezóny hrála mladou surfařku Mily Acunovou. Původně se zúčastnila hereckých zkoušek i na hlavní postavu Kai Kealohy, ale producenti upřednostnili „místní dívku“. Zábavná zkušenost ze surfingu ji přivedla k pravidelnému sportování. V roce 2005 účinkovala v komedii The Road to Canyon Lake. Do roku 2006 byla v titulcích uváděna pod jménem Lisa Munn, následně začala v osobním i profesionálním životě používat jméno Olivia Munn.
V kabelové televizi G4 spolumoderovala 10. dubna 2006 s Kevinem Pereirou živě přenášený program Attack of the Show!, když nahradila odcházející Sarah Laneovou. Stanice zaměřená na svět videoher nejdříve s jejím obsazením váhala. Přestože herečka připouštěla, že videohry tvoří její slabou stránku, byla přesvědčena o svých technických znalostech. V programu poté vystupovala s novinářkou Annou Davidovou během části nazvané „In Your Pants“ (Ve vašich kalhotách), odkazující na divácké dotazy o sexu a vztazích. V prosinci 2010 byla vystřídána Candace Baileyovou. V tomto období uváděla na G4 také motoristický pořad Formula D zaměřený na drifty – řízené přetáčivé smyky.

### Od 2010: Průlom a hlavní role
Roku 2010 vytvořila úlohu Marie ve Schneiderově vězeňské komedii Ten největší a v hororu Nakažení smrtí si zahrála zdravotní sestru Nancy v psychiatrické léčebně. Objevila se také v komedii Noční rande a superhrdinském snímku Iron Man 2. Herec Robert Downey mladší vyzdvihl její improvizační schopnosti, kterými dováděla štáb ke spontánnímu potlesku. V červnu 2009 pracovala s Jasonem Sudeikisem v reklamě na videoportál Hulu pro internetový vyhledávač Bing od Microsoftu. V komediálním seriálu Greek, produkovaném stanicí ABC Family, vytvořila úlohu Lany, do níž se zamiluje Cappie. V květnu 2010 oznámil kanál NBC záměr jejího nasazení do seriálu Perfektní pár. Oficiální premiéra úvodního dílu s půlhodinovou stopáží proběhla 20. ledna 2011. Série byla zrušena před dokončením první vysílací řady.

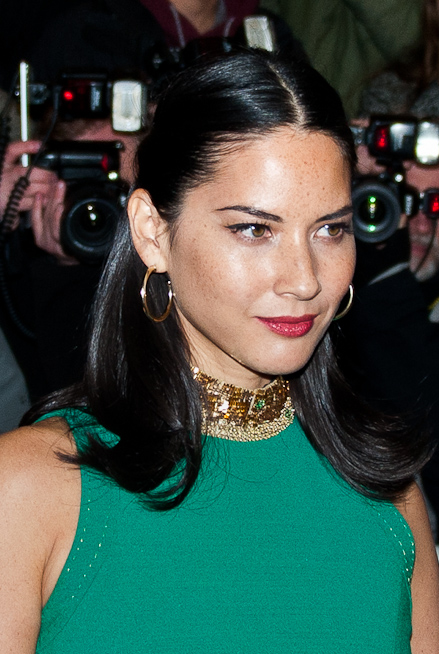
Na vyhlášení cen Ženy roku 2013 Harper's Bazaaru

Jako zpravodajka debutovala 3. června 2010 v satirické talk show The Daily Show, produkované kabelovou stanicí Comedy Central. Její obsazení doprovázela kritika Irin Carmonové v feministickém blogu Jezebel. Novinářka zpochybnila kredit Munnové a po obsazení obvinila produkci pořadu ze sexismu, když Carmonová herečku označila za sexuální symbol. Třicet dva žen z produkčního štábu Daily Show komentář Carmonové odsoudilo jako falešný a chybně vyargumentovaný a Munnová jej považovala za útok na svou osobu i na štáb. V pořadu zůstala dalších šestnáct dílů až do své závěrečné epizody vysílané 2. září 2011.
V sezóně 2010 se také objevila jako hvězdný host komediálně-dramatického seriálu NBC Chuck, kde přijala úlohu agentky CIA agent. O rok později byla obsazena do role Momo v komedii Nechápu, jak to dokáže. V roce 2012 pak ztvárnila titulní postavu v dalším komediálním snímku Jak vyloupit spermabanku, vedlejší roli ve filmu Freeloaders a přizvána byla také do komediálního projektu režírovaného Stevenem Soderberghem pod názvem Bez kalhot. V rámci seriálové produkce si zahrála Sloan Sabbithovou v dramatické sérii HBO Newsroom a striptérku Angie ve třech dílech druhé řady sitcomu Nová holka z produkční sítě Fox.
Jako zpravodajka 12. května 2014 účinkovala v díle „True Colors“ dokumentárního seriálu Roky nebezpečného života, v němž zpovídala guvernéra státu Washington Jaye Insleeho o jeho snaze snížit emise CO2 na území domovského státu. Ve stejném roku byla obsazena do superhrdinského hororu Chraň nás od zlého postavou Ralphovy manželky Jen Sarchieové. Od ledna 2015 pak dabovala Phoebe Callistu v animovaném seriálu Milesova vesmírná dobrodružství, vysílaném na kabelové televizi Disney Junior. Roku 2016 si zahrála samu sebe ve Stillerově komedii Zoolander No. 2 a v superhrdinském marvelovském sequelu X-Men: Apokalypsa vyobrazila mutantku Psylocke, jejíž vlastnosti popsala slovy „dokonale smrtící, velmi silná a velmi odolná“.

## Na stránkách časopisů a knižní tvorba

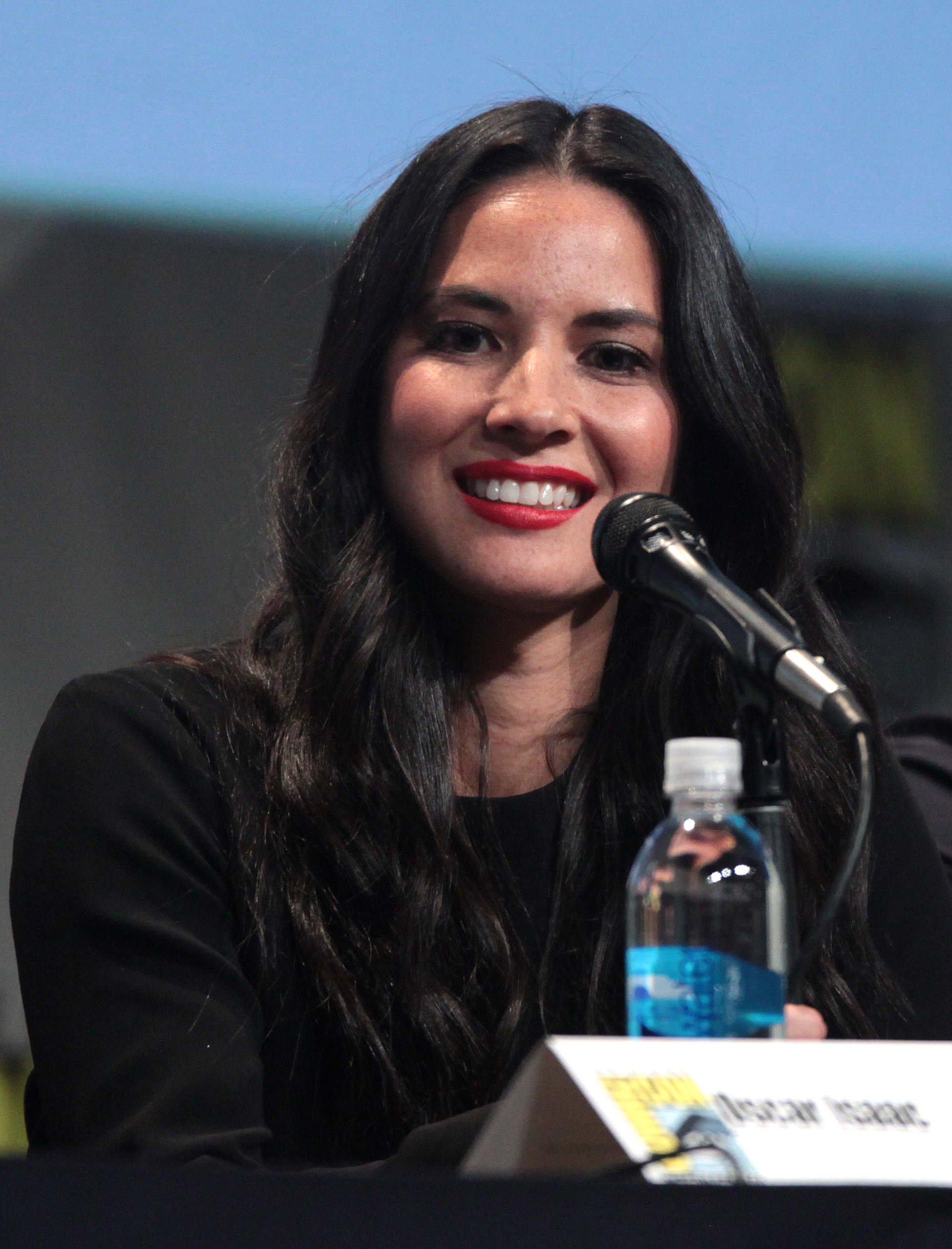
Během sandiegském Comic Conu 2015 v diskusi k filmu X-Men: Apokalypsa

V rámci modelingových kampaní pracovala pro společnosti Nike, Pepsi a Neutrogena. Na podzim 2006 se ocitla na titulních stranách několika časopisu; během září v magazínu Foam, v srpnu na obálce Men's Edge a v listopadu nafotila piktoriál pro Complex, do něhož začala později přispívat sloupky. V únoru 2007 se objevila jako nesvlečená „Babe of the Month“ (Kočka měsíce) v sérii snímků na stránkách Playboye. O této zkušenosti později promluvila ve své knize Suck it, Wonder Woman.
Nasnímána byla také pro červenovo-srpnové vydání časopisu Men's Health 2007. V září téhož roku došlo k jejímu představení v italské mutaci Vanity Fair. Fotkami přispěla i do zimě-jarního čísla 2009 magazínu Men's Health Living. Na titulních stranách se objevila v červencovo-srpnovém vydání Playboye 2009, v lednu 2010 a únoru 2011 na stránkách Maxima, a rovněž během ledna 2012 v pánském časopisu FHM. Ve čtenářské anketě Maxima „100 žhavých žen roku 2012“ se umístila na 2. místě.
Její kniha Suck It, Wonder Woman: The Misadventures of a Hollywood Geek byla vydána 6. července 2010. Olivia Giovettiová na stránkách Time Out New York v recenzi uvedla, že Munnová do svého života nabídla jen letmé pohledy, které ale nedošly hloubky.

## Soukromý život
K roku 2012 střídavě žila v Los Angeles a New Yorku. Na adresu natáčení snímku Chraň nás od zlého prohlásila: „Před tímto filmem jsem nevěřila na nadpřirozeno“. Po získání filmové zkušenosti s exorcismem na podkladu skutečného vymítání, zprostředkovaného newyorskou policií, upravila svůj pohled, když uvedla: „[Nyní] jsem zcela věřící“.
Vedle rodné angličtiny hovoří plynně japonsky, když část mládí prožila v Japonsku a japonštinu vystudovala na oklahomské univerzitě.
V letech 2012–2014 udržovala partnerský vztah se švédsko-americkým hercem Joelem Kinnamanem. V květnu 2014 se jejím přítelem stal vůdce hráčského týmu amerického fotbalu, quarterback Aaron Rodgers. Dvojice se rozešla v roce 2017.
V listopadu roku 2018 obvinila filmového režiséra Bretta Ratnera z opakovaného sexuálního obtěžování v průběhu několika let.

## Herecká filmografie
| Film          |                                                     |                                 |                                               |
| Rok           | Název                                               | Role                            | Poznámka                                      |
| 2004          | Scarecrow Gone Wild                                 | dívka č. 1                      |                                               |
| 2004          | National Lampoon's Strip Poker                      | sama sebe                       |                                               |
| 2005          | The Road to Canyon Lake                             | asijská zločinecká holka        |                                               |
| 2007          | Ten Největší                                        | Maria                           |                                               |
| 2008          | Nakažení smrtí                                      | Nancy                           |                                               |
| 2009          | The Slammin' Salmon                                 | Samara Dubois                   |                                               |
| 2010          | Noční rande                                         | hostitelka                      |                                               |
| 2010          | Iron Man 2                                          | Chess Roberts                   |                                               |
| 2010          | Jedi Junkies                                        | sama sebe                       |                                               |
| 2011          | Nechápu, jak to dokáže                              | Momo Hahn                       |                                               |
| 2012          | Bez kalhot                                          | Joanna                          |                                               |
| 2012          | Jak vyloupit spermabanku                            | Audrey Macklin                  |                                               |
| 2012          | Freeloaders                                         | Madeline                        |                                               |
| 2014          | Unity                                               | vypravěčka                      | krátkometrážní                                |
| 2014          | Chraň nás od zlého                                  | Jen Sarchie                     |                                               |
| 2016          | Lifeline                                            | Emma                            | krátkometrážní                                |
| 2015          | Mortdecai: Grandiózní případ                        | Georgina Krampf                 |                                               |
| 2016          | Poldův švagr                                        | Maya Cruz                       |                                               |
| 2016          | Zoolander No. 2                                     | sama sebe                       | cameo                                         |
| 2016          | X-Men: Apokalypsa                                   | Psylocke                        |                                               |
| 2016          | Pařba o Vánocích                                    | Tracey                          |                                               |
| 2017          | LEGO Ninjago film                                   | Misako „Koko“                   |                                               |
| 2018          | Predátor: Evoluce                                   | Casey Bracket                   |                                               |
| 2018          | Debbie a její parťačky                              | sama sebe                       | neuvedena v titulcích                         |
| 2019          | Dick Move                                           | Agatha                          |                                               |
| 2019          | The Buddy Games                                     | Tiffany                         |                                               |
| 2020          | Láska, svatba, zas a znova                          | Dina                            |                                               |
| bude oznámeno | Violet                                              | Violet                          |                                               |
| bude oznámeno | The Gateway                                         | Dhalia Jode                     |                                               |
| Televize      |                                                     |                                 |                                               |
| Rok           | Název                                               | Role                            | Poznámka                                      |
| 2006–10       | Attack of the Show!                                 | sama sebe                       | spolumoderátorka                              |
| 2006–07       | Pláž Makaha                                         | Mily Acuna                      | vracející se role; 9 dílů                     |
| 2008–09       | Ninja Faktor                                        | sama sebe                       | soutěžící; 2 díly                             |
| 2009          | Greek                                               | Lana                            | 4 díly                                        |
| 2009          | Dave Knoll Finds His Soul                           | dívka č. 1                      | televizní film                                |
| 2010          | Mluvme o sexu                                       | Nicole                          | díl: "Face Off"                               |
| 2010–11       | The Daily Show                                      | sama sebe                       | zpravodajka                                   |
| 2010          | Chuck                                               | Greta                           | díl: „Chuck a výročí“                         |
| 2010–11       | Perfektní pár                                       | Leigh                           | hlavní role; 13 dílů                          |
| 2011          | Robot Chicken                                       | Dr. Liz Wilson                  | hlasová role; díl: „Kramer vs. Showgirls“     |
| 2012–14       | Newsroom                                            | Sloan Sabbith                   | hlavní role; 25 dílů                          |
| 2012          | Paulilu Mixtape                                     | Katie                           | díl: „Ghost Tits“                             |
| 2012–13       | Nová holka                                          | Angie                           | 3 díly                                        |
| 2013          | The High Fructose Adventures of the Annoying Orange | Fudgie                          | hlasová role; díl: „Orange Say Knock You Out“ |
| 2013          | David Blaine: Real or Magic                         | sama sebe                       | televizní speciál                             |
| 2015          | Milesova vesmírná dobrodružství                     | kapitánka Phoebe Liang Callisto | hlasová role; hlavní role                     |
| 2015          | Repeat After Me                                     | sama sebe                       | díl 1.04                                      |
| 2016          | Souboj playbacků                                    | sama sebe                       | díl: „Olivia Munn vs. Kevin Hart“             |
| 2017          | Heidi Klum: svět modelingu                          | sama sebe                       | díl: „One Size Does Not Fit All“              |
| 2018          | Six                                                 | Gina                            | hlavní role                                   |
| 2018          | Amerika má talent                                   | sama sebe/porotkyně             |                                               |
| 2019          | The Rook                                            | Monica Reed                     | hlavní role, minisérie                        |
| 2020          | RuPaul's Drag Race                                  | ona sama                        | hostující porotkyně                           |

## Umístění v žebříčcích časopisů

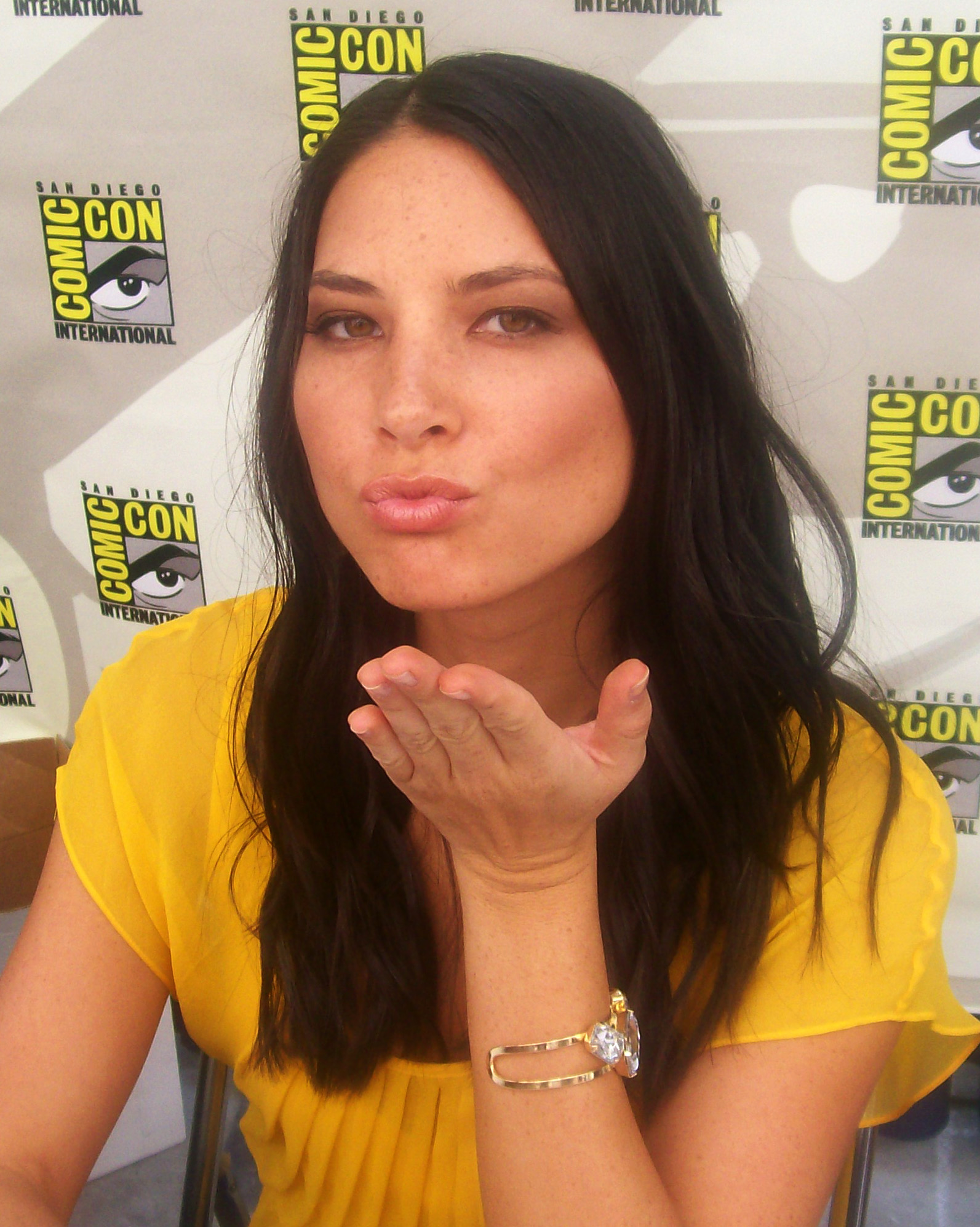
Na Mezinárodním Comic-Conu, 2007

| Časopis | žebříček                                   | rok  | pořadí |
| ------- | ------------------------------------------ | ---- | ------ |
| FHM     | „100 Sexiest Women“ (100 nejvíce sexy žen) | 2008 | 85.    |
| FHM     | „100 Sexiest Women“ (100 nejvíce sexy žen) | 2009 | 85.    |
| FHM     | „100 Sexiest Women“ (100 nejvíce sexy žen) | 2010 | 52.    |
| Maxim   | „Hot 100 Women“ (100 žhavých žen)          | 2008 | 99.    |
| Maxim   | „Hot 100 Women“ (100 žhavých žen)          | 2009 | 96.    |
| Maxim   | „Hot 100 Women“ (100 žhavých žen)          | 2010 | 8.     |
| Maxim   | „Hot 100 Women“ (100 žhavých žen)          | 2011 | 2.     |
| Maxim   | „Hot 100 Women“ (100 žhavých žen)          | 2012 | 2.     |
| Maxim   | „Hot 100 Women“ (100 žhavých žen)          | 2013 | 28.    |